# Siepi dorate
Siepi dorate (in francese Préséances) è un romanzo di François Mauriac, pubblicato a Parigi nel 1921. È stato tradotto in tedesco, polacco, inglese, olandese, oltre che in italiano.

## Ambientazione e personaggi
La vicenda è narrata in prima persona dal protagonista che rimane anonimo. Si svolge in due parti: verso il 1910 la prima, all'inizio degli anni '20 la seconda. I fatti avvengono a Bordeaux e luoghi limitrofi. Si dipinge una società esclusiva (ma anche estremamente provinciale), nella quale dominano gli eredi delle famiglie produttrici di vini, chiamati "i figli". Essi ostentano nomi in inglese, automobili e amanti, e dettano legge in fatto di ammissione nella loro cerchia. Essere accolti tra questi "figli" è il movente delle azioni qui narrate.

## Trama
In un collegio molto raffinato, compiono i loro studi alcuni adolescenti. Sono, in genere, figli delle più ricche famiglie di Bordeaux. Il protagonista non è mai certo di essere introdotto nella cerchia di questi ragazzi, essendo ricco sì, ma nipote di un commerciante di legno, anziché titolare di una casa vinicola. E un giorno, durante una festa della scuola, il ragazzo subisce l'affronto dell'esclusione, la qual cosa fa adirare i suoi familiari.
Ma nel collegio c'è anche un ragazzo eccezionalmente intelligente, di oscure origini e continuamente punito per piccole colpe che sembra cercare lui stesso. Questi è augustin, che avvicina il compagno umiliato e lo conforta, dicendogli che loro due sono come fratelli di intelletto. Ci si mette anche la sorella del protagonista, di nome Florence e che aspira a un brillante matrimonio. Costei escogita un piano per rintuzzare l'affronto, mettendo in giro la voce che Augustin, un ragazzo di misteriosi ma elevati natali, forse principeschi, a nessun altro ha concesso la sua amicizia, se non al fratello di lei.
Le famiglie più in vista ci cascano, cambiano il loro atteggiamento verso gli zii dei due fratelli (non si parla qui di genitori). E alla fine dell'anno scolastico, il trionfo di Augustin e del suo fratello spirituale è totale: promossi all'esame di baccellierato col massimo dei voti, coccolati dai docenti, vedono non poche bocciature tra i loro compagni snob. Perciò, nell'andare in vacanza, Florence pretende che Augustin vada con loro, allo scopo di ingelosire i "figli" e rimediare un fidanzamento che eleverebbe l'intera famiglia al rango dei più selezionati.
I piani di Florence hanno nuovamente effetto perché lei si fidanza con Harry Macoudinat, considerato forse il primo tra quei ricchi. Ma la giovane ha respirato il fascino di Augustin e vuole sapere tutto di lui, giungendo fino a una certa crudeltà col non tenere conto dei desideri del ragazzo. Ed egli decide di accontentare i due fratelli con la sua storia, che però è molto complessa, almeno per la frivola Florence.
Il padre di Augustin era un docente cattolico in una prestigiosa università, godeva di enorme stima e aveva una famiglia. D'improvviso lasciò tutto per una giovane polacca (madre di Augustin) e ripudiò la fede, anzi si dedicò al giornalismo anticlericale. Augustin crebbe isolato da tutti, non andò a scuola, vedeva sempre il padre solo e tormentato. Anche la giovane madre del bimbo non aveva retto ed era scappata. Ma il padre doveva cambiare di nuovo. Mise in collegio Augustin e si rivolse a un monastero trappista per fare penitenza. Era tornato alla fede. Gli fu imposto, poco caritatevolmente, di mai rivedere il figlio della colpa.
E, alla fine della vacanza, il ragazzo avrebbe insegnato nel suo collegio, giusto per fare un piccolo gruzzolo, e poi andarsene lontano. Innamorato di Florence, manipolato da lei, egli aspira a un futuro modesto e solitario, come è stato da sempre. E perciò i tre si devono separare con più amarezza che gioia.
Passano dodici anni. Florence è sprofondata in un circolo vizioso che la porta a bere, avere relazioni extraconiugali, a non preoccuparsi delle infedeltà del marito e dello scarso interesse dell'uomo per lei e per la loro figlioletta. Poiché la piccola Eliane ha la necessità di essere seguita da un'istitutrice, essendo una bimba con varie difficoltà, arriva presso di loro la signora Etinger. A suo tempo, la Etinger aveva svolto lo stesso ruolo per l'allora piccolo Augustin, che ancora non andava a scuola.
Frattanto il protagonista, molto preoccupato per la sorella, realizza che la signora Etinger può sapere qualcosa di Augustin. Questi era andato in Africa con mansioni commerciali, poi si era avvicinato ai missionari e per finire, si era arruolato nella prima guerra mondiale. Le notizie non andavano oltre questo punto e nemmeno mettendo in campo tutte le conoscenze a disposizione si era potuto saperne di più.
Nel vedere lo sbandamento di Florence, nel sentirla rimpiangere l'amico di un tempo, il protagonista promette alla sorella che ritroverà Augustin, ma, non credendo di poter mantenere letteralmente la promessa, si rivolge a un giovane brillante, tale Jean Queyries, chiedendogli di impersonare Augustin, sulla base di una certa somiglianza e tra i due, e perché Queyries è un attore nato, che si serve del suo dono per raggiungere scopi diversi. Jean accetta, nell'illusione che, come amante di Florence, entrerà nella migliore società.
Ma la farsa diventa macabra quando, al comparire del falso Augustin, compare anche quello autentico, portato imprevedibilmente dalla signora Etinger. Il bel ragazzo di un tempo è completamente sfiorito per il lavoro, i sacrifici, la malinconia; Florence non lo accetta e si attacca a Jean Queyries, sostenendo che quello è il suo amore, il suo Augustin. Il fatto che a suo tempo Florence non si fosse comportata al meglio con Augustin, non le ha impedito di riscrivere per sé una storia totalmente diversa, alla quale ora crede.
La follia di Florence è tanto palese che persino l'indifferente marito rinuncia ad agire contro di lei e si limita ad internarla in una casa di salute per "esaurimento nervoso". Quanto ai due amici di un tempo, si separano, consapevoli che non si rivedranno più, che non hanno più nulla da condividere. Jean scompare, mentre il clan dei "figli" si ritrova nella casa del marito di Florence a svagarsi sotto la supervisione della signora Etinger. Ma il protagonista non ne è più parte e spera in una nuova vita all'insegna della spiritualità, per redimere i molti errori della vita sua e di quella di Florence.

## Edizioni in italiano
- F. Mauriac, Siepi dorate (con Lo scimmiottino), traduzione di Carlo Castellaneta, Mondadori, Milano 1959;